# Залалеве
Залалеве (мађ. Zalalövő) град је у западној Мађарској. Залалеве је град у оквиру жупаније Зала, у области брда Зала, на древном прелазу реке Зала. Насеље се налази у округу Залаегерсег, на граници округа Гечеј и Ершег, туризам је такође развијен.

## Географија

### Локација
Залалово је насеље уз реку Залу у северозападном делу жупаније Зала. Са југа и истока граничи се са Гечејем, а на северу и западу са брдима Ершег, који се не уздижу до 300 метара надморске висине.
Структуру насеља чине два, кластерских и двоструких насеобинских делова. Његов центар је језгро које се налази северно од Зале, које је повезано са насељем Заламиндсент са запада и Залапатаком са истока, од којег се на истоку налази Будафа. Округ Порголин се налази на јужној страни реке Зала, одакле се, јужније, може доћи до Нађфернекага, затим Ирсапусте и на крају Сичмајора. Источно од Нађфернекага је ретко насељен, нетакнут Кишфернекаг, до којег се може доћи само земљаним путем. Ови делови града већ имају вишеструки распоред, односно представљају мале формације изграђене на врховима брда. У шуми Гече има још више напуштених насеља (као што су Нађхеђи, Баромајор, Кевеспартимајор).
Тло му је углавном шљунак, на коме лежи слој песка избразданог са више слојева глине, који је прекривен жућкастом глином. У најгорњем слоју земљишта налази се танак слој смеђе шумске земље, која има мали садржај хумуса.

## Историја
Артефакти из келтског доба показују прве знаке насељавања, али нема доказа да је овде основано трајно насеље. Истовремено, налази пронађени током ископавања на археолошком подручју римског периода указују на староседелачко становништво пре Римљана.
За време Римљана, Залалеве је брзо постало важно насеље на раскрсници „Ћилибарског пута” који овде пролази и пута у долини Зале који пролази дуж реке Зале. Почетком 1. века нове римске легије су основале логор на северној обали реке Зале, поред којег је формирано сеоско насеље. Цар Хадријан је 124. године доделио статус града насељу које је добило име Аелиум Сала муниципиум (Aelium Salla municipium). То је означило почетак наглог развоја насеља, о чему сведоче камене грађевине које се ту појављују. Средином 2. века, међутим, инвазијска германска племена су уништиле насеље.
У 4. веку, Сала је накратко оживела, изграђене су нове камене грађевине, укључујући и гостинску кућу, али је у 5. веку, након повлачења римских легија, поново опустошила. Већ дуже време на месту насеља, које је раније било од великог значаја, нису се појавила озбиљнија људска насеља. Археолошка истраживања трагова римског насеља вршена су 1980-их и 1990-их година. Значајан део налаза може се проучавати на репрезентативној изложби музеја Гече у Залаегерсегу.
Период након Првог светског рата донео је даљи развој насеља, коме су 1925. године додата села Пустасентпетер, Заламиндсент и Залапатака. Године 1927. добила је нову парохијску цркву, 1929. нову државну основну школу, а 1937. гоине биоскоп.
Две стотине цивилних жртава у Другом светском рату углавном су чинили делови јеврејског становништва Залалове, које су одведене у концентрациони логор. Подручје је коначно ослобођено од нацистичке окупације 29. марта 1945. године.
Након промене режима, привреда Залалеве је опала, а насеље је карактерисала висока незапосленост све до почетка изградње железничке пруге која је повезивала Залалеве са Риходошом 1999. године. 1. јула 2000. председник Републике Арпад Генц доделио је Залалову титулу града, а у децембру исте године је почео саобраћај на старој-новој железничкој прузи. Од тада је насеље почело да се развија у великим размерама.
Године 2011, смрћу последњег становника, Пустасентпетер је постао депопулисан.

## Становништво
У време пописа 2011. године, национална дистрибуција је била следећа: Мађари 96%, Роми 1,88%, Немци 1,38%. 
Верска дистрибуција је била следећа: 71,3% се изјаснило као римокатолици, 3,2% као реформисани, 1% као евангелисти, а 5,79% као неденоминациони (18,36% се није изјаснило).